# Oehna (Niedergörsdorf)
Oehna ist ein Ortsteil der Gemeinde Niedergörsdorf im Landkreis Teltow-Fläming im Land Brandenburg.

## Geographie
Oehna liegt am Rand des Fläming, einem Höhenzug in Brandenburg, acht Kilometer südlich von Jüterbog und 28 Kilometer nordöstlich von Wittenberg. Nördlich liegt der Ortsteil Rohrbeck, nordöstlich der Ortsteil Bochow sowie südöstlich der Ortsteil Langenlipsdorf. Südsüdöstlich befindet sich mit Zellendorf ein weiterer Ortsteil der Gemeinde. Im Südwesten schließt sich mit der Jänickendorfer Heide ein ausgedehntes Waldgebiet an, während die übrigen Flächen vorzugsweise landwirtschaftlich genutzt werden. Die höchste Erhebung ist mit 100,6 m ü. NHN Metern Höhe der nordöstlich gelegene Wachtelberg.

## Geschichte

### 12. bis 17. Jahrhundert

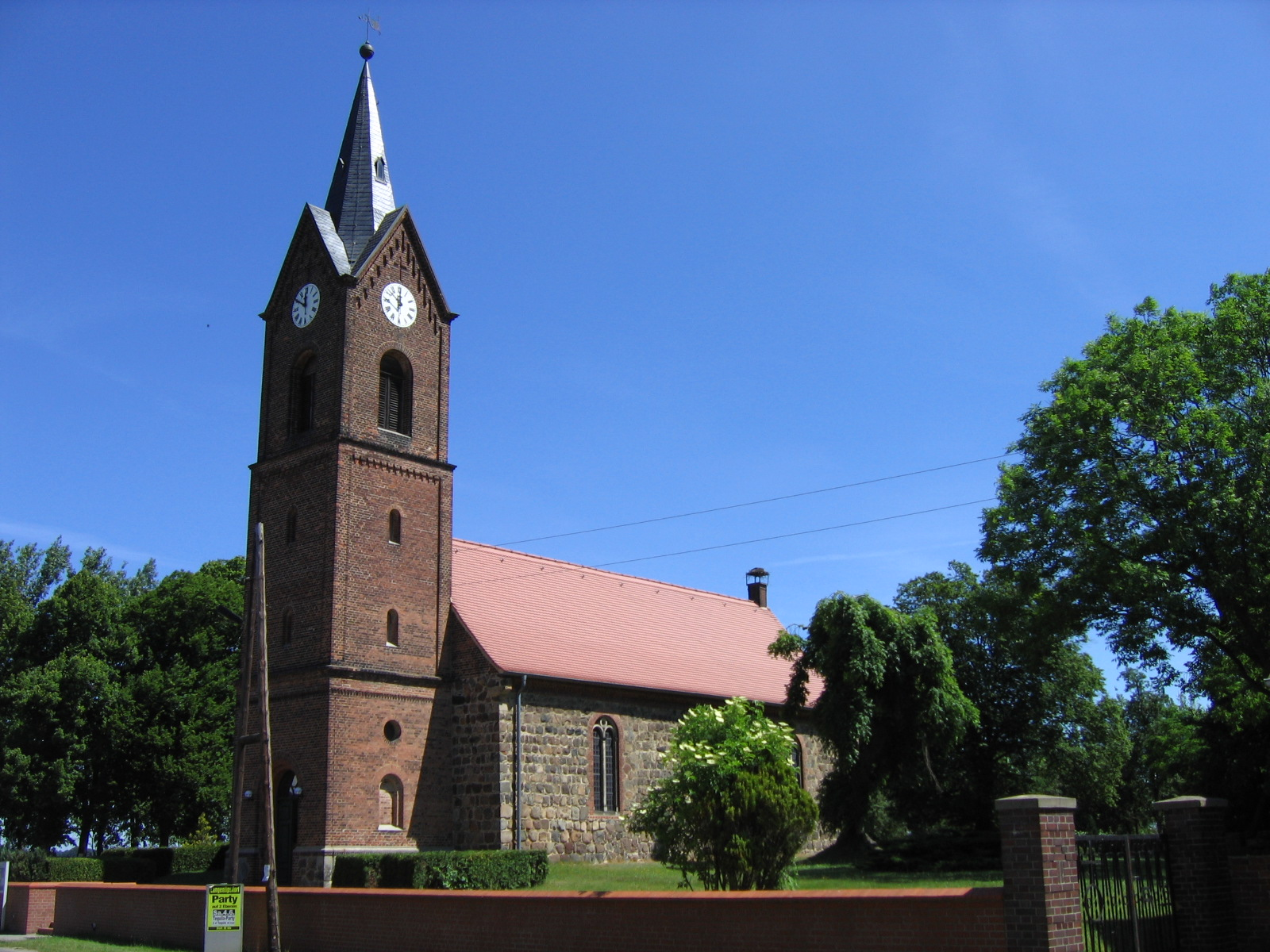
Dorfkirche

Im Jahr 1157 unternahm Albrecht der Bär zusammen mit dem Erzbischof Wichmann von Magdeburg einen Zug gegen die Wenden und drängte sie nach Osten zurück. Das von den Wenden freigewordene Land wurde von Kolonisten aus dem Flamland in Holland besiedelt. Ihnen wurde das Land zwischen Elbe und der Schwarzen Elster zugewiesen, das durch die Wendenkriege verödet war. So erhielt nach den flämischen Ansiedlern der Höhenzug den Namen Fläming.
Noch bis in neuere Zeit haben sich in der Gegend die flämischen Sitten, Trachten und Gebräuche erhalten. Oehna ist einer der ältesten Orte aus dem Fläming und war schon vor der Ansiedlung deutscher Kolonisten um das Jahr 1157 eine wendische Niederlassung. Der Name zeugt, wie Dennewitz, Bochow, Dalichow usw., von wendischer Kultur auf dem Fläming. Nach slawischen Siedlungen in Sachsen ist der erste urkundliche Name Oyne aus dem wendischen Owinown, Ownow, Owjenow = Gut des Owjen – Widdershof entstanden. Aus Oyne haben sich die späteren Schreibweisen Ohne (bis 1600), Oehne (bis 1700) und später der Ortsname Oehna gebildet.
Oehna wurde zuerst im Jahre 1161 in einem Schreiben des Bischofs Wichmann von Brandenburg erwähnt, in dem die Orte Wiesenburg, Holzig, Niemegk und Jüterbog mit Oehna unter die geistliche Gerichtsbarkeit des Probstes zu Brandenburg gestellt wurden. Oehna war von Anfang an eine größere Ortschaft und schon Kirchdorf. Der Ort hatte 4 Filialdörfer: Gölsdorf, Kähnsdorf, Mehlsdorf und Zellendorf. In einer Urkunde vom 6. Dezember 1195 vermachte der Bischof von Brandenburg die Kirche Oehna dem Domkapitel zu Brandenburg, mit der Einschränkung, dass der Priester Ulricus die Nutznießung bis zu seinem Tode behält. Inhalt der Urkunde der ersten Erwähnung der Gemeinde Oehna vom 6. Dezember 1195 (in deutscher Übersetzung):

„Wir Norbert von Gottes Gnaden Bischoff von Brandenburg  geben, sowohl  fuer die zukuenftige als auch gegenwaertige Zeit allen in Christo Getreuen bekannt, das wir nach hergebrachtem Religionsgebrauch fuer jetzt und dauernd die Kirche in den Doerfern Oyne und Golisdorp im Jueterbogk’schem gelegen, welche wir von unserem Herrn, dem Erzbischof zu Magdeburg als Zehnten fuer uns empfangen haben, dem Domkapital in Brandenburg vermachten unter der Bedingung, das der Pfarrer Ulrikus, welcher sie jetzt von uns inne hat, diese ohne Abgaben und Pacht, solange er lebt, von uns behalten moege, nach seinem Tode aber das Domkapital in Brandenburg sich der Nutzniessung und Gebrauch erfreuen moege. Damit unsere Schenkung dauernd fest und unantastbar bleibt, haben wir dieses unterschrieben und unser Siegel beigefuegt.

VI. Dezember Anno Domini  MCXCV“

Später gehörte es zur Herrschaft Seyda, die 1501 in das Amt Seyda umgewandelt wurde.
Um 1300 gehörte das Dorf zur Herrschaft Seyda. In dieser Zeit entstand im Jahr 1311 eine Dorfkirche. Im Jahr 1531 errichtete der Balte Lieschke eine erste Windmühle, die 230 im Dorf stand.

### 17. und 18. Jahrhundert
Im Jahr 1635 gelangte das Dorf zu Kursachsen. Im Dreißigjährigen Krieg kam es in den Jahren 1637/1638 zu einer großen Hungersnot. Die Dorfkirche erhielt im Jahr 1698 einen neuen Altar sowie eine Kanzel von einem unbekannten Künstler. Zu einer weiteren Hungersnot kam es im Jahr 1783 nach einer großen Hitzeperiode.

### 19. Jahrhundert

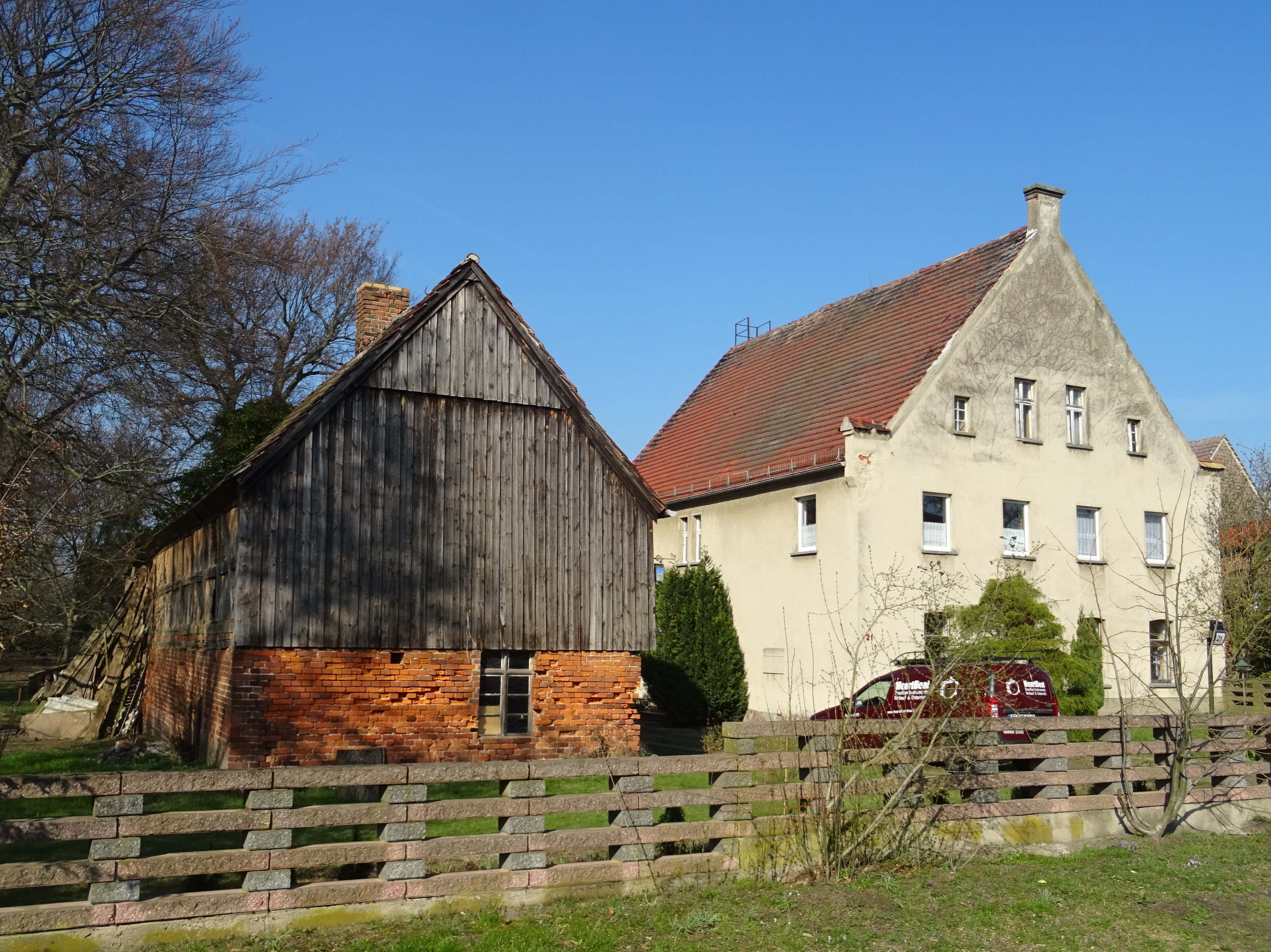
Pfarrhof

Der Lehnrichter Eule erbaute 1806 eine weitere Windmühle, die in Richtung Mügeln stand und im November 1984 einem Sturm zum Opfer fiel. 1815 kam das Gebiet zu Preußen und zum Landkreis Schweinitz. Von 1830 bis 1849 wurden durch den preußischen Staat die Frondienste abgelöst. Die Ablösungsschuld für Oehna betrug 526 Taler oder eine jährliche Rente von 83 Taler, auf jeden Fronhüfner fiel eine Abfindungssumme von 52 Taler oder eine jährliche Rente von 6 Taler, auf den Kossäten 35 Taler oder eine Rente von 4 Talern. Im Jahr 1849 eröffnete die erste Eisenbahnstrecke Jüterbog – Dresden, die durch Oehna führte. Viele Einwohner des Ortes hatten durch die Eisenbahn als Beamte oder Angestellte Arbeit gefunden. Der Eisenbahnverkehr brachte besondere Vorteile und Erleichterungen für die Landwirtschaft, dem Fuhrverkehr durch Absatz ihrer Produkte sowie Gebrauchsgüter, Baumaterial, Kohle usw. In den Jahren 1857/1858 entstand ein Schulgebäude. Für Beleuchtung im Dorf sorgten ab 1864 die ersten Petroleumlampen. Im Jahr 1871 pflanzten die Bewohner vor der Kirche die ersten drei Linden. Drei Jahre später eröffnete im Dorf ein Standesamt. Die Bauern erwarben 1875 die ersten Mähmaschinen, Drillrnaschinen und Mähbinder. Für alle Bauern war es eine große Erleichterung. Die körperlich schwere Arbeit fiel weg. Im Jahr 1889 entstand neben dem Pfarrhaus ein Spritzenhaus, das bis 1976 genutzt wurde. Nach den Befreiungskriegen gründete sich 1892 ein Kriegerverein. Zwei Jahre später eröffnete eine Postagentur mit drei Fernsprechleitungen und 18 Anschlüssen.

### 20. Jahrhundert
Zur Jahrhundertwende entstand im Jahr 1900 eine befestigte Straße zum Bahnhof; vier Jahre später eröffnete dort eine Dampfmolkerei. Entlang der Dorfstraße pflanzten die Bewohner 1918 zahlreiche Kastanien. Im Jahr 1921 erhielt das Dorf einen Anschluss an den elektrischen Strom; noch im selben Jahr wurden die Anlagen in der Molkerei elektrisch betrieben. Am 25. September 1921 kam es zur feierlichen Übergabe des Kriegerdenkmales. Das Denkmal führt die Namen der aus der Gemeinde gefallenen 18 Bewohner des Weltkrieges 1914–1918 auf und außerdem einen im Kriege 1870/1871 gebliebenen Krieger. Im Jahr 1926 gründete sich ein erster Landwirtschaftsverein. Das Stollenreiten im Ort wurde eingeführt. Jeden 2 Pfingstfeiertag im Jahr wurde das Fest in einem Wettstreit der Jugend begangen. Leider verlor die Tradition in den 1950er-Jahren ihren Anklang. Im Jahr 1928 kam es zu einem orkanartigen Sturm, bei dem die älteste Windmühle umstürzte und zerstört wurde. Im Folgejahr wurde der Dorfteich für 2.400 Reichsmark neu ausgebaggert. Im Jahr 1940 eröffnete ein Kindergarten.
Der Zweite Weltkrieg endete für Oehna mit dem Einmarsch der Roten Armee am 20. April 1945. Diese erschoss am 13. Mai 1945 männliche Oehnaer Bürger. Das Dorf gehörte zu dieser Zeit zum Kreis Herzberg, Regierungsbezirk Merseburg. Die Bezirksgrenze verlief zwischen Rohrbeck, Bochow und Langenlipsdorf. Ende Mai 1945 mussten alle arbeitsfähigen Frauen und Männer das zweite Gleis der Bahnstrecke demontieren. Am 1. Oktober 1945 wurden sieben Dorfbauern des Ortes verwiesen und mussten innerhalb von 24 Stunden den Kreis verlassen. Ihr Besitz wurde im Zuge der Bodenreform enteignet. Durch einen Großbrand im Jahr 1945 wurde das gesamte Molkereigebäude am Bahnhof zerstört. Zwischen 1945 und 1946 wurden in den 67 Häusern zusätzlich 254 Umsiedler aufgenommen bzw. untergebracht. Dazu wurde in den großen Bauernhäusern jeder Schüttenboden behelfsmäßig ausgebaut. Im Jahr 1946 gründete sich eine Ortsgruppe der Vereinigung der gegenseitigen Bauernhilfe (VdgB), drei Jahre später gründete sich eine Maschinen-Ausleih-Station (MAS).
Im Jahr 1950 kam Oehna zum Kreis Jüterbog und damit von Sachsen-Anhalt nach Preußen. Bei der Kreisreform von 1952 wurde der Ort dem neugebildeten Kreis Jüterbog zugeordnet; im Ort gründete sich ein örtlicher Landwirtschaftsbetrieb (ÖLB). Durch die Erhöhung des Ablieferungssolls verließen weitere vier Bauern im Jahr 1953 das Dorf. Im Jahr 1960 traten die letzten Einzelbauern in die Landwirtschaftliche Produktionsgenossenschaft (LPG) ein. Von 1970 bis 1974 erfolgt der Anschluss aller Haushalte an eine zentrale Wasserversorgung. Zwischenzeitlich wurde 1973 die Dorfschule aufgelöst. Im Jahr 1975 entstand und eröffnete das Freibad Oehna. Im Jahr 1981 eröffnete eine Landambulanz Oehna sowie eine Zahnarztpraxis; 1982 eine Kindereinrichtung.
Nach der Wende wurde 1991 die Kitzinger Straße eingeweiht. Mit Wirkung zum 15. Juni 1992 kam die Gemeinde Oehna zum Amt Niedergörsdorf. Im Jahr 1993 wurde der Kreis Jüterbog mit den Kreisen Luckenwalde und Zossen zum Landkreis Teltow-Fläming vereinigt. Die Freiwillige Feuerwehr feierte am 1. April 1995 ihr 60-jähriges Bestehen. Im gleichen Jahr feierte die Gemeinde vom 5. bis zum 11. Juni ihr 800-jähriges Bestehen. Zeitgleich fand am 10. Juni 1995 das erste fränkische Weinfest mit 190 Gästen aus der Partner- und Weinbaugemeinde Mainstockheim aus Unterfranken statt. Das Amt Niedergörsdorf wurde 1997 mit der Bildung der Gemeinde Niedergörsdorf wieder aufgelöst. Seither ist Oehna ein Ortsteil der Gemeinde Niedergörsdorf. Die Dorfkirche wurde das letzte Mal von 1997 bis 1998 von innen und außen renoviert. Nach derzeitigem Kenntnisstand ist sie die einzige Feldsteinkirche in der Gemeinde Niedergörsdorf, die im Mauerwerk einen Schachbrettstein aufweist.

## Kultur und Sehenswürdigkeiten
- Dorfkirche Oehna

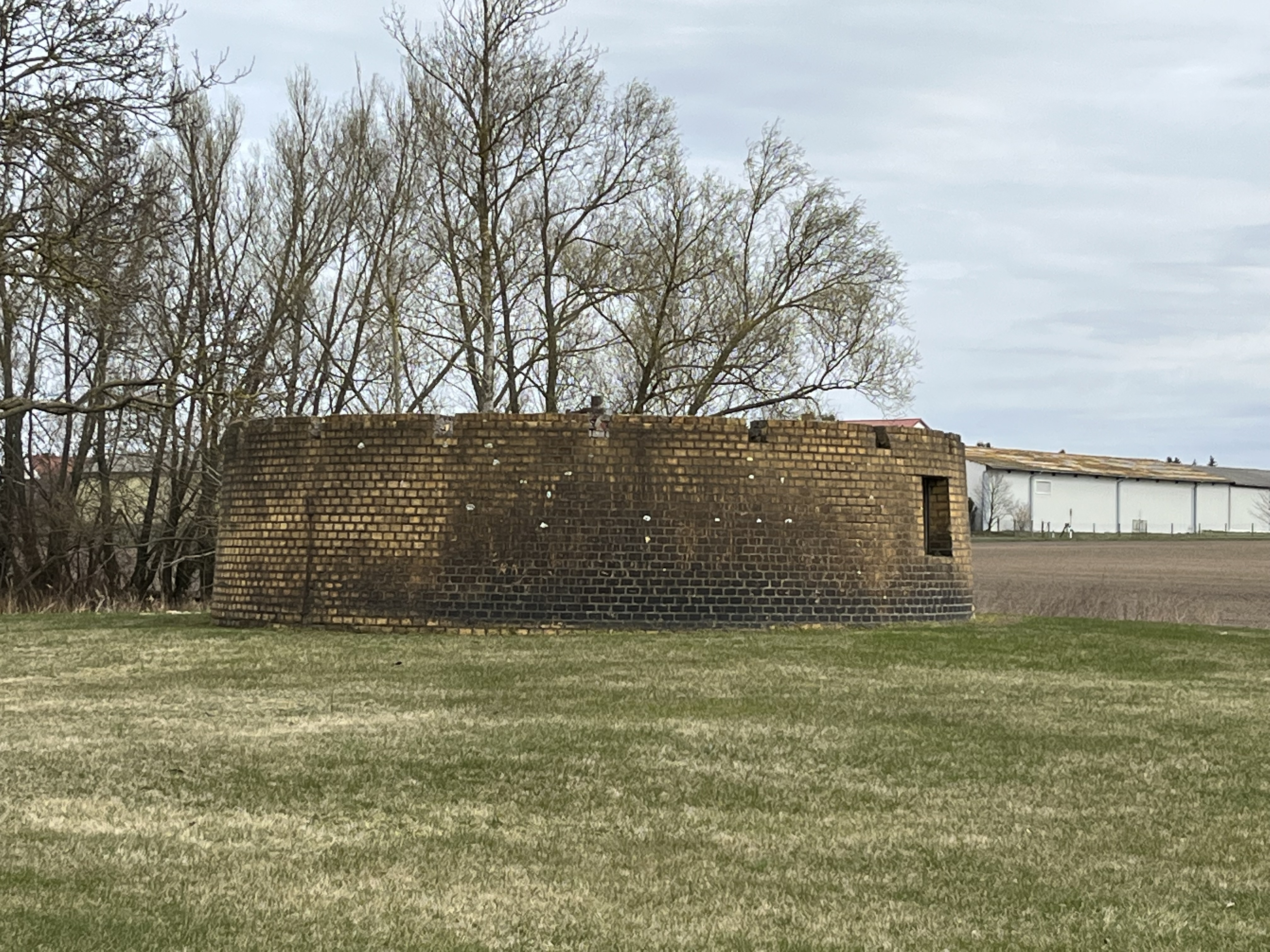
Reste die ehemaligen Paltrockmühle

- Ringmauer von die ehemalige Paltrockwindmühle am südlichen Ortsausgang

## Wirtschaft, Verkehr und Infrastruktur

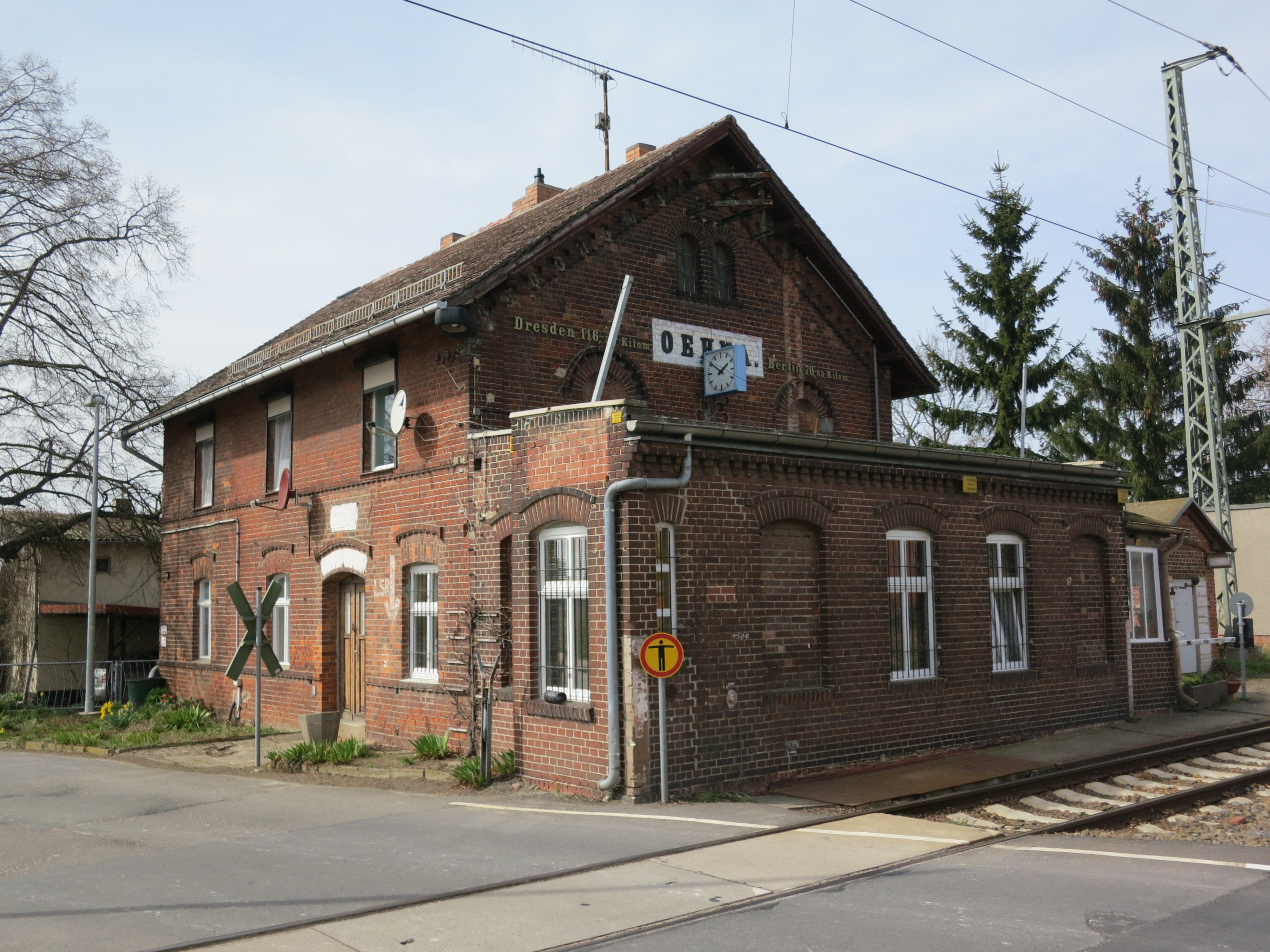
Bahnhofsgebäude von Oehna

Im Dorf kreuzen sich die Landesstraße L 811 Richtung Landesgrenze Sachsen-Anhalt und die Kreisstraße K 7211.
Nordöstlich des Ortes befindet sich der Bahnhof Oehna an der Bahnstrecke Jüterbog–Röderau. Dort verkehren im Zweistundentakt die Züge der Regional-Express-Linie RE 4 Rathenow–Berlin–Jüterbog–Falkenberg (Elster).
Der Flugplatz Oehna (EDBO) liegt südlich des Ortes unweit der Eisenbahnstrecke. Unter anderem sind dort eine Flugzeugwerft und ein Restaurant mit Übernachtungsmöglichkeit ansässig.
Es gibt in Oehna ein Freibad, das jährlich von rund 20.000 Menschen besucht wird.
Durch Oehna führt die Strecke der Flaeming-Skate; sie ist dort an den Bahnhof angebunden.

## Gemeindepartnerschaft
Oehna unterhält seit 1991 eine Partnerschaft mit der Gemeinde Mainstockheim im Landkreis Kitzingen in Bayern.

## Mit Oehna verbundene Persönlichkeiten
- Christa Panzner (* 1948), Malerin, lebt seit 1992 im Ort
- Peter Panzner (* 1944), Maler und Grafiker, lebt seit 1992 im Ort